# Adrian Rollini
Adrian Rollini (New York, 28 juni 1903 – Homestead (Florida), 15 mei 1956) was een Amerikaanse multi-instrumentalist van het vroege jazz- en swingtijdperk. Hij speelde o.a. bassaxofoon, piano, xylofoon, vibrafoon, celesta en andere instrumenten, zoals de exotische Hot Fountain Pen (een cilindrisch geboord, chalumeau-achtig houten instrument zonder kleppen, met klarinetmondstuk) en de couesnofoon.

## Biografie
Op 4-jarige leeftijd speelde hij een vijftien minuten durend concert in het Waldorf-Astoria Hotel in New York met o.a. Frédéric Chopins Minutenwals en op 14-jarige leeftijd had hij zijn eerste eigen band. In 1922 bereikte hij zijn doorbraak in de band California Ramblers, waarbij hij bleef tot 1926. Daar begon hij piano te spelen, maar leerde hij ook bassaxofoon spelen, omdat orkestleider Ed Kirkeby geen vaste basspeler in de band had en alleen voor plaatopnamen een tubaspeler inhuurde. Op de ongewone bassaxofoon speelde hij vloeiende en modern voorkomende soli, die hun tijd twintig jaar vooruit waren.
Vanaf 1924 leidde hij een deelformatie van de California Ramblers, de Little Ramblers en tussen 1926 en 1927 werd hij bekend met de couesnofoon. Rollini speelde met vaak wisselende bands, bandnamen en bezettingen met vele grootheden van de swing als sessiemuzikant met Bix Beiderbecke, Red Nichols, Joe Venuti, Frank Trumbauer en Miff Mole. Na een mislukte poging als orkestleider in het hotel New Yorker ging hij in 1927 naar Londen om met Fred Elizalde te spelen in het Hotel Savoy (Londen). Eind 1929 keerde hij terug naar de Verenigde Staten en werkte hij in het komende decennium bij dansbands als die van Bert Lown en Richard Himber. Bovendien deed hij freelance studiowerk met o.a. Miff Mole, Jimmy Dorsey, Coleman Hawkins, Rube Bloom, Bunny Berigan, Red McKenzie en Bobby Hackett.
In april 1934 kwam hij met de bij Vocalion Records opgenomen song A Thousand Goodnights voor de eerste keer in de nationale hitlijsten. Zijn tweede en laatste hit was Weather Man in juli 1935 met Wingy Manone en Carmen Mastren als bandzangers. Tijdens dit jaar opende hij zijn eigen club Adrian's Tap Room in de kelder van het hotel President in de West 49th Street, waar o.a. Wingy Manones kwartet speelde. Rollini speelde sinds deze periode overwegend vibrafoon en speelde met zijn trio dansmuziek in hotels. Tijdens zijn laatste jaren speelde hij geen rol meer in de actuele ontwikkeling van de jazz en was hij hoteleigenaar in Florida en had hij een muziekinstrumentenwinkel in New York.
Rollini had als bassaxofonist niet alleen de stijl bepaald voor dit tegenwoordig eerder zeldzame instrument, maar vooral voor de baritonsaxofonisten van het navolgende swingtijdperk maatstaven gezet. Samen met Harry Carney van Duke Ellingons band en Jimmy Dorsey  bewees hij als een van de eersten, dat men ook op de diepere saxofoons vloeiend en zelfs sensibel en gevoelig kon fraseren. Op de vibrafoon/xylofoon behoort hij met Lionel Hampton en Red Norvo tot de pioniers van dit instrument (zijn eerste vibrafoonopname is bijna gelijktijdig met de eerste van Hampton verschenen). Critici missen echter ondanks alle technische perfectie op dit instrument bij hem de meeslepende emotionaliteit, die zijn bassoli onderscheidden.

## Onderscheidingen
In 1998 werd Rollini opgenomen in de Big Band and Jazz Hall of Fame.

## Bands onder zijn leiding
- Adrian and his Tap Room Gang
- Adrian Rollini and his Orchestra
- Adrian Rollini Quintette
- Adrian Rollini Trio
- Adrian's Ramblers
- Goofus Five
- Little Ramblers

## Muzikanten in zijn bands
Onder Adrian Rollini's leiding speelden: Charlie Barnet (tenorsaxofoon), Bunny Berigan (trompet), Artie Bernstein (bas), Clay Bryson (zang), Chick Bullock (Gesang), Pat Circirello (trompet), Harry Clark (bas), Jimmy Dorsey (klarinet, altsaxofoon), Tommy Dorsey (trombone), Art Drellinger (klarinet, tenorsaxofoon), Al Duffy (viool), Benny Goodman (klarinet), Irving Goodman (trompet), George Hnida (bas), Pat Hoke (zang), Jonah Jones (trompet), Stan King (drums), Dave Klein (trompet), Manny Klein (trompet), Carl Kress (gitaar), Gene Krupa (drums), Eddie Lang (gitaar), Ella Logan (zang), Charlie Magnante (piano, accordeon), Dick McDonough (gitaar), Johnny McGee (trompet), Fulton McGrath (piano), Red McKenzie (zang), Art Miller (bas), Joey Nash (zang), Gwynn Nestor (gitaar), Al Philburn (trombone), Howard Phillips (zang), Paul Ricci (klarinet), Buddy Rich (drums), Arthur Rollini (tenorsaxofoon), Pee Wee Russell (klarinet), Jack Russin (piano), Artie Shaw (klarinet, altsaxofoon), Al Sidell (drums), Phil Sillman (drums), Howard Smith (piano), Sid Stoneburn (klarinet), Jack Teagarden (trombone), George Van Eps (gitaar), Jane Vance (zang), Joe Venuti (viool), Frank Victor (gitaar), Herb Weil (drums, zang).

## Overlijden
Eind april 1956 viel Rollini van de trap van de Green Turtle Inn (dat hij wilde kopen) in Islamorada in de Florida Keys. Daarbij werd zijn rechtervoet bijna afgescheurd. Hij werd naar een plaatselijk ziekenhuis gebracht en behandeld. Gezien zijn doorgaans sterke alcoholgebruik en de actuele dwangonthouding raakte hij in een delirium tremens. Men trachtte om hem kunstmatig te voeden, waarbij men in de wegens tuberculose tijdens zijn jeugd vergroeide slokdarm een met kwikzilver verzwaarde glasbuis schoof, die echter brak. In het autopsiebericht werd naast een levercirrose een door het inademen van kwikzilver gevormde longontsteking geconstateerd. Adrian Rollini overleed in mei 1956 op 52-jarige leeftijd.

## Discografie
- 1933-09: Beloved (matrix 14002-2) (Kenny / Silver) (Melotone Records)
- 1933-10: Beloved (matrix 14002-3) (Kenny / Silver) (Banner Records)
- 1933-09: By A Waterfall (matrix 13999-1) (Banner Records)
- 1933-11: By A Waterfall (matrix 13999-3) (Melotone Records)
- 1933-09: I'll Be Faithful (matrix 14001-2) (Washington / Wrubel) (Melotone Records)
- 1933-10: I'll Be Faithful (matrix 14001-3) (Washington / Wrubel) (Banner Records)
- 1933-09: Sittin' On A Backyard Fence (matrix 14000-1) (Irving Kahal / Sammy Fain) (Banner Records)
- 1933-11: Sittin' On A Backyard Fence (matrix 14000-3) (Irving Kahal / Sammy Fain) (Melotone Records)
- 1933-02: Have You Ever Been Lonely? (Banner Records)
- 1933-02: Hustlin' And Bustlin' For Baby (Banner Records, Perfect)
- 1933-02: You Must Believe Me (Banner Records)
- 1933-02: You've Got Me Cryin' Again. Vocal Chorus by Dick Robertson (Banner Records, Perfect)
- 1933-06: Blue Prelude (Adrian and His Orchestra) (Jenkins / Bishop) (Columbia Records)
- 1933-06: Happy As The Day Is Long (Adrian and His Orchestra) (Columbia Records)
- 1933-06: Mississippi Basin (Andy Razaf / Reginald Foresythe) (Parlophone)
- 1933-07: Ah! But Is It Love? (Banner Records)
- 1933-07: Dream On (Banner Records)
- 1933-07: I Gotta Get Up And Go To Work (Banner Records)
- 1933-07: If I Had Somebody To Love (Banner Records)
- 1933-10: And So, Goodbye (Banner Records)
- 1933-10: Savage Serenade (Earl Carroll / Rufus King) (Perfect, Banner Records)
- 1933-10: Sweet Madness (Perfect, Banner Records)
- 1933-10: You've Got Everything (Banner Records)
- 1933-11: Coffee In The Morning And Kisses In The Night (From "Moulin Rouge") (Al Dubin / Harry Warren) (Banner Records, Perfect)
- 1933-11: I Raised My Hat (Banner Records)
- 1933-11: Sittin' On A Log (Pettin' My Dog) (Gay / Confrey) (Banner Records)
- 1933-11: Song Of Surrender (waltz) (Banner Records, Perfect)
- 1934-01: Got The Jitters (Banner Records)
- 1934-01: Ol' Pappy (Neiburg / Symes / Levinson) (Banner Records)
- 1934-01: On The Wrong Side Of The Fence (Russell / Wruhel) (Banner Records)
- 1934-01: Who Walks In When I Walk Out? (Banner Records)
- 1934-02: A Hundred Years From Today (Young / Washington / Young) (Vocalion Records)
- 1934-03: A Thousand Goodnights (Vocalion Records)
- 1934-03: Butterfingers (Vocalion Records)
- 1934-03: How Can It Be A Beautiful Day? (Vocalion Records)
- 1934-03: Little Did I Dream (Vocalion Records)
- 1934-03: Waitin' At The Gate For Katy (1) (Gus Kahn / Richard A. Whiting) (Vocalion Records)
- 1934-03: Waitin' At The Gate For Katy (2) (Gus Kahn / Richard A. Whiting) (Vocalion Records)
- 1934-10: Davenport Blues (Bix Beiderbecke) (Decca Records)
- 1934-10: Riverboat Shuffle (Hoagy Carmichael / Dick Voynow / Irving Mills) (Decca Records)
- 1934-10: Somebody Loves Me (George Gershwin / MacDonald / Buddy De Sylva) (Decca Records)
- 1934-10: Sugar (Pinkard / Mitchell / Alexander) (Decca Records)
- 1936-03: Lessons In Love (Decca Records)
- 1936-03: Stuff, Etc. (Decca Records)
- 1936-03: Swing Low (Decca Records)
- 1936-03: Tap Room Swing (Adrian Rollini) (Decca Records)
- 1937-03: Let's Call the Whole Thing Off (Master)
- 1937-03: Slap That Bass (Master)
- 1938-01: Bill (Hammerstein / Kern) (Decca Records)
- 1938-01: Singin' The Blues (Till My Baby Comes Home). Chorus by Pat Hoke (Sam Lewis / Joe Young /Con Conrad/J. Russel Robinson) (Decca Records)
- 1938-01: The Sweetest Story Ever Told. Chorus by Pat Hoke (Stultz) (Decca Records)

### Opnamen van Rollini (selectie)
- 1923–26 -Varsity Eight (Timeless Historical, 2000)  Actually a California Ramblers alias
- 1924–27 - Adrian Rollini and the Golden Gate Orchestra 1924–1927: Their Hottest Titles Recorded for the Pathé and Plaza Labels (Timeless Historical, 2006). Another California Ramblers alias
- 1924-25 - The Goofus Five, (Timeless Historical, 1998) Another California Ramblers alias
- 1926-27 - The Goofus Five, (Timeless Historical, 1998) Another California Ramblers alias
- 1925-28 - The California Ramblers (Timeless Historical, 1998)
- 1924-27 - The Little Ramblers (Timeless Historical, 1997)
- 1925-00 - California Ramblers on Edison (Retrieval,  2011)
- 1926-35 - Bouncin' in Rhythm, (Pavilion Recs., 1995) reissued as Tap Room Swing, (ASV Living Era, 2002) (compilation under  Trumbauer, Beiderbecke, Venuti-Lang, Ehizade, & Rollini band names)
- 1929–34 - Adrian Rollini 1929–34 (2xCD) (Jazz Oracle, 2005) The first CD Reissued as Adrian Rollini as a Sideman, Volume 1: 1929–1933 (Jazz Oracle, 2006)
- 1934-38 - Adrian Rollini 1934–1938 (Retrieval, 2004)
- 1937-38 - Adrian Rollini 1937–1938 (Retrieval, 2005)
- 1936–47 - Adrian Rollini Trio, Quartet and Quintet, (Vintage Music Productions, 2005)